# جوزيبي فرانكيني
جوزيبي فرانكيني (بالإنجليزية: Giuseppe Franchini)‏‏ (1879-1938) أخصائي طفيليات إيطالي عمل على الملاريا وداء الليشمانيات.

## حياته
أصبح جوزيبي رئيسًا لمختبر معهد باستور في باريس عام 1922، وذلك خلفًا لشارل لافران.وعُيِّن أستاذًا لطب المناطق الحارة في جامعة بولونيا عام 1925. وفي عام 1930 انضم إلى جامعة مودينا، حيث أسس معهد أمراض المستعمرات الذي أعيد تسميته مؤخرًا بمعهد أمراض المناطق المدارية وشبه المدارية. من أشهر منشوراته وصف المتصورة النولسية عام 1927.